# بهداد سلیمی
بهداد سلیمی کردآسیابی (زادهٔ ۱۷ آذر ۱۳۶۸ در قائم‌شهر) وزنه‌بردار بازنشسته ایرانی دستهٔ فوق سنگین و دارندهٔ مدال طلای المپیک ۲۰۱۲ لندن است. وی تا پیش از رکوردشکنی لاشا تالاخادزه دارنده رکورد یک‌ضرب جهان بود. وی پس از قهرمانی بازیهای آسیایی ۲۰۱۸ جاکارتا از دنیای وزنه‌برداری خداحافظی کرد.

## دوران حرفه ای

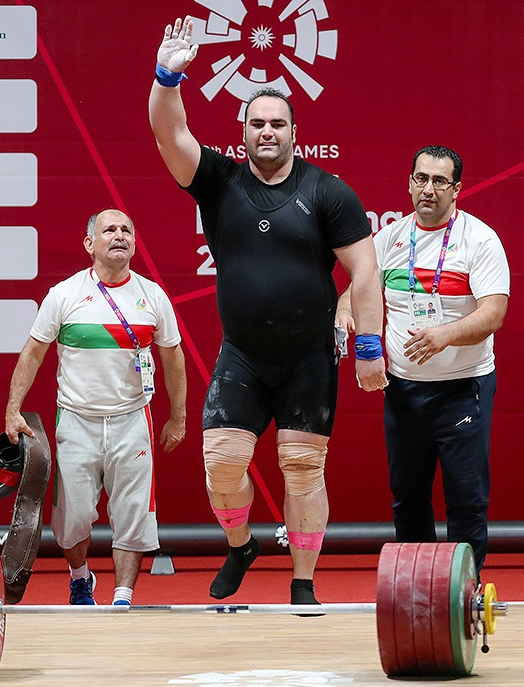
بهداد سلیمی در رقابت های وزنه برداری آسیا در سال ۲۰۱۸

### آسیایی
بهداد سلیمی در رقابت‌های وزنه‌برداری آسیا در تانگ لینگ چین در وزن فوق سنگین با مجموع ۴۵۸ کیلوگرم (۲۰۸ کیلوگرم در یک ضرب و ۲۵۰ کیلوگرم در دو ضرب) قوی‌ترین مرد آسیا شد. بهداد سلیمی وزنه‌بردار دسته ۱۰۵+ ایران در حرکت یک‌ضرب وزنه‌برداری بازی‌های آسیایی اینچئون کره جنوبی توانست وزنه ۲۱۰ به ثبت برساند.
سلیمی در مرتبه اول وزنه ۲۰۰ کیلوگرمی را بالای سر برد و در مرتبه دوم وزنه ۲۱۰ کیلوگرمی را مهار کرد. وی در مهار وزنه ۲۱۵ کیلوگرم ناکام ماند تا با ۲۱۰ کیلوگرم رکورد بازی‌های آسیایی را بشکندو در دو ضرب بامهار وزنه۲۵۵بهداد سلیمی با بالا بردن مجموع ۴۶۵ کیلوگرم علاوه بر کسب مدال طلای اینچئون، رکود بازی‌های آسیایی را هم جابجا کرد.

### جهانی
سلیمی در سال ۲۰۱۰ قهرمان وزنه‌برداری دستهٔ ۱۰۵+ کیلو جهان شد و دومین وزنه‌بردار ایرانی، پس از حسین رضازاده، شد که مدال طلای فوق سنگین را به دست می‌آورد. او در این مسابقات با ۲۰۸ کیلوگرم در یک‌ضرب پس از یوگنی چیگیشف روس دوم شد و در دوضرب در پی مصدومیت چیگیشف با ۲۴۵ کیلوگرم پس از ماتیاس اشتاینر آلمانی دوم شد و به دو مدال نقره در یک‌ضرب و دوضرب و مدال طلای مجموع با ۴۵۳ کیلوگرم رسید.
وی موفق شد در حرکت یک‌ضرب دسته فوق سنگین رقابت‌های جهانی وزنه‌برداری در فرانسه، با بالا بردن وزنه ۲۱۴ کیلوگرمی رکورد جهانی این رشته را به نام خود ثبت کند و رکورد حسین رضازاده را بشکند.
سلیمی در سال ۱۳۸۹ نشان ملی جوان ایرانی را نیز دریافت کرد.

### المپیک تابستانی لندن ۲۰۱۲
او پس از کسب سهمیه المپیک تابستانی لندن در روز سه شنبه۱۷ مرداد ۱۳۹۱ در ۱۰۵+ کیلوگرم به مصاف حریفان خود رفت و در حرکت اول یک‌ضرب ۲۰۱ کیلوگرم را بالای سر برد و در حرکات بعدی یک‌ضرب وزنه‌های ۲۰۴ و ۲۰۸ کیلو را بالای سر برد و بعد از وزنه‌بردار روس در جایگاه دوم یک‌ضرب قرار گرفت. قابل ذکر است وزنه‌بردار روس هم وزنه۲۰۸ کیلو را زد و دومی بهداد سلیمی در یک‌ضرب به خاطر سنگین تر بودن وزن او نسبت به وزنه‌بردار روس بود.
در دوضرب و در اولین حرکت وزنه ۲۴۷ کیلوگرم را بالای سر برد و در حرکت دوم نتوانست وزنه ۲۶۴ کیلوگرمی را -که رکورد المپیک محسوب می‌شد- بالای سر ببرد با ۴۵۵ کیلوگرم مدال طلای المپیک را گرفت؛ اما او نتوانست رکورد المپیک را که با ۲۶۳ کیلوگرم در دستان حسین رضازاده است را بزند.
با توجه به دومی سجاد انوشیروانی، این نخستین بار بود که در رقابت‌های المپیک در یک‌وزن، مدال طلا و مدال نقره، همزمان برای ایران به دست آمد؛ هرچند ایران در وزنه‌برداری در بازی‌های المپیک تابستانی ۱۹۵۲، مدال نقره و برنز وزنه‌برداری را در یک‌وزن در کارنامه المپیکی خود دارد.
بهداد پس از کسب مدال طلای المپیک ۲۰۱۲ لندن در ۲۶ مرداد ۹۱ به تیم وزنه‌برداری باشگاه پرسپولیس تهران پیوست.

وی در خرداد ۱۳۹۳ به تیم وزنه‌برداری باشگاه ذوب آهن اصفهان پیوست.

### ناداوری‌ها

###### المپیک ۲۰۱۶ برزیل
بهداد سلیمی در المپیک ۲۰۱۶، در حرکات یک‌ضرب موفق به ثبت وزنه ۲۱۶ کیلوگرم و شکستن رکورد یک‌ضرب جهان شد و بالاتر از لاشا تالاخادزه در جایگاه اول قرار گرفت، اما در حرکات دوضرب اتفاق عجیبی رخ داد.
بهداد سلیمی با کمی مصدومیت به این مسابقات آمده بود و به همین علت در هنگام مهار وزنه کمی دچار مشکل می‌شد. داوران هم از این موضوع آگاه بودند و تلاش اول او را که با مهار وزنه ۲۴۵ کیلویی همراه بود با دو چراغ سفید پذیرفتند، اما همین که بهداد سلیمی از روی تخته پایین رفت، هیئت ژوری وزنه او را خطا اعلام کرد. وی برای بار دوم به روی تخته رفت تا وزنه از دست رفته را جبران کند و این بار با سه چراغ سفید تخته را ترک کرد اما باز هم هیئت ژوری با دخالت در تصمیم داوران، تلاش دوم سلیمی را هم از او گرفتند. بهداد سلیمی به ناچار برای بار سوم و برای جبران دو تلاش قبلی به روی تخته رفت اما از شدت خستگی و مصدومیت حتی موفق به بلند کردن وزنه هم نشد. با این نتیجه، بهداد سلیمی در حرکات دوضرب موفق به کسب هیچ امتیازی نشد و از مسابقات کنار گذاشته شد.
تصمیمات هیئت ژوری اتفاق بسیار نادری را رقم زد: کسی که رکورد جهان را شکسته بود از رقابت حذف شد!
بعدها مشخص شد که فردی به نام محمد جلود، دبیرکل وقت کنفدراسیون وزنه‌برداری آسیا که مدت‌ها در تلاش بوده تا دبیرکلی را از ایرانی‌ها بگیرد، به همراه همسرش در هیئت ژوری حاضر بوده و به گفته منابع ایرانی، این دو نفر زمینه‌ساز حذف بهداد سلیمی از مسابقات بودند؛ اما این فقط یک اعتراض از سوی ایرانی‌ها بوده و توسط مقامات فدراسیون وزنه‌برداری به رسمیت شناخته نشده و اقدامی هم برای آن نشد.

###### مسابقات قهرمانی جهان ۲۰۱۷ آمریکا
بهداد سلیمی در سال ۲۰۱۷ شانس خود را در مسابقات جهانی محک زد. خود او و همچنین مردم، پس از ناداوری‌های المپیک ۲۰۱۶، خاطره خوبی از این وزنه‌بردار نداشتند و هر لحظه نگران این بودند که مبادا دوباره همان اتفاقات رخ بدهد. به طوری که بهداد سلیمی پس از هر وزنه، سرش را به نشانه اطمینان به سمت داوران تکان می‌داد.
در این مسابقات دو وزنه‌بردار از کشور ایران حضور داشتند: بهداد سلیمی و سعید علی حسینی. بهداد سلیمی دو وزنه اول خود در حرکات یک‌ضرب را با موفقیت مهار کرد اما وزنه آخر خود یعنی وزنه ۲۱۶ کیلویی - همان وزنه‌ای که با آن رکورد یک‌ضرب جهان را زده بود - را از دست داد، که البته رکورد یک ضرب را، لاشا تالاخادزه با مهار وزنه ۲۲۰ کیلویی شکسته بود. همه می‌دانستند که بهداد سلیمی می‌تواند وزنه‌های بهتری را مهار کند اما عواملی مانند مصدومیت و ترس از اینکه مبادا دوباره فکر ناداوری به سر هیئت ژوری بزند، وزنه‌هایی کمتر از توان خود را انتخاب می‌کرد. دیگر نماینده ایران هم پس از دو بار از دست دادن وزنه ۲۰۳ کیلویی، در تلاش سوم این وزنه را مهار کرد و در حرکات یک‌ضرب پایین‌تر از لاشا تالاخادزه و بهداد سلیمی در جایگاه سوم قرار گرفت.
در حرکات دوضرب اما باز هم شیطنت هیئت ژوری شروع شد؛ بهداد سلیمی در حرکات دوضرب و در تلاش اول، وزنه ۲۴۱ کیلوگرمی را بالای سر برد و داوران هم آن را پذیرفتند اما هیئت ژوری آن را خطا اعلام کرد. بهداد در تلاش دوم وزنه ۲۴۲ کیلویی را بالای سر برد و این وزنه بدون دخالت هیئت ژوری در حرکات دوضرب وی ثبت شد. وزنه سوم او هم که ۲۵۲ کیلوگرم وزن داشت، مجدداً توسط داوران صحیح و توسط هیئت ژوری خطا اعلام شد تا بهداد سلیمی در بخش دوضرب مدالی کسب نکند و مارت سیم از کشور استونی جای آن را در جایگاه دوم بگیرد. سعید علی حسینی هم با مهار وزنه‌های ۲۳۶، ۲۴۳ و ۲۵۱ کیلویی در حرکات دوضرب موفق به کسب مدال برنز شد.
در مجموع در وزن ۱۰۵+ کیلوگرم، لاشا تالاخادزه، سعید علی حسینی و بهداد سلیمی به ترتیب مدال‌های طلا، نقره و برنز را دریافت کردند که بهداد سلیمی به نشانه اعتراض مدال برنز را از گردنش درآورد و در جیبش گذاشت.

###### تأثیرات
اگرچه در نهایت تیم ملی ایران با ۵ طلا، ۳ نقره و ۶ برنز قهرمان مسابقات سال ۲۰۱۷ شد، اما تأثیرات مخرب ناداوری‌ها به قدری روحیه سلیمی را خراب کرد که بهداد سلیمی دیگر آن بهداد سلیمی سابق نشد. بارها دیده می‌شد، بهداد سلیمی چگونه وزنه‌هایی کمتر از توان خود را انتخاب می‌کند و حتی آن‌ها را از دست می‌دهد.
لاشا تالاخادزه در سال ۲۰۱۹، رکورد یک‌ضرب، دوضرب و مجموع جهان را شکست و به وضوح جای خالی بهداد سلیمی احساس می‌شد؛ کسی که همیشه حریف اول وزنه‌بردار گرجستانی بود و آن‌ها با هم بر سر وزنه‌های سنگین تر می‌جنگیدند اما با وجود خداحافظی بهداد سلیمی در سال ۲۰۱۸، تالاخادزه چندان حریف جدی‌ای نداشت و دیگر وزنه برداران فوق سنگین ایرانی هم به خوبی بهداد سلیمی نبودند.
خوشبختانه در بازی‌های آسیایی جاکارتا، خبری از ناداوری نبود و بهداد سلیمی با کسب مدال طلای آسیا از دنیای وزنه‌برداری خداحافظی کرد.

## شخصی
بهداد سلیمی اصالتاً اهل کردآسیاب، سوادکوه می‌باشد. وی بعد از اردوی تیم ملی که در آنتالیا برگزار شد به ایران بازگشت و با آلما نصرتی در دوم فروردین ماه سال ۱۳۹۰ بر سر سفره عقد نشست و با هم ازدواج کردند. سلیمی یک خواهر و یک برادر بزرگ‌تر از خود دارد و فرزند آخر خانواده سلیمی است. شروع ورزش سلیمی با ژیمناستیک بود، مدتی را هم به باشگاه کشتی رفت، اما بعد متوجه شد علاقه‌اش به وزنه‌برداری بیشتر است، این شد که به این رشته روی آورد.
بهداد سلیمی هوادار نساجی مازندران است و بارها از علاقه خود را به این تیم ابراز کردهو برای تماشای بازی‌های نساجی به استادیوم می‌رود، که به بازی صعود نساجی به لیگ برتر می‌توان اشاره کرد

## حاشیه‌ها

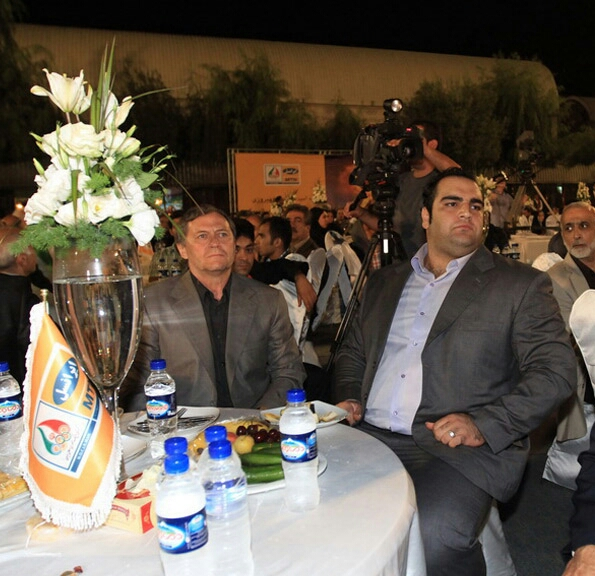
بهداد سلیمی (راست) در ۱۳۹۱

بهداد سلیمی و کوروش باقری در برنامه تلویزیونی حاضر شدند تا دربارهٔ رخدادها و حواشیِ مطرح شده در رشتهٔ وزنه‌برداری گفتگو کنند که این موضوع به درگیری لفظی میان سرمربی تیم ملی و سلیمی منجر شد.
پس از کسالتی که برای باقری پیش آمد و منجر به بستری شدن وی در بیمارستان شد، بهداد سلیمی به همراه دو ملی پوش دیگر نواب نصیر شلال و سعید محمدپور، برای عیادت وی به بیمارستان «پیامبر» تهران رفتند اما پس از عیادت از ایشان هنگامی که سلیمی در حال ترک بیمارستان بود یک مربی، به سمت او حمله‌ور شد و به صورت وی سیلی زد که منجر به پاره شدن لب او گردید. البته سلیمی از درگیری اجتناب و بیمارستان را ترک کرد.
در برنامه ورزش از نگاه ۲ بهداد سلیمی از اختلافات خود را با رضازاده سخن گفت و در ادامه پس از پخش کلیپی از بازی‌های المپیک اشک‌های بهداد سلیمی جاری شد.

## خداحافظی بهداد سلیمی
بهداد سلیمی پس از کسب مدال طلا بازی‌های آسیایی جاکارتا با درآوردن کفش‌هایش و بوسیدن تخته به نشانهٔ خداحافظی، با دنیای حرفه‌ای (وزنه‌برداری) وداع کرد. بهداد در جواب خبرنگار اعزامی شبکه ورزش که از این رویداد شوکه شده بود، اضافه کرد:  وقتی ورزشکاری کفش‌هایش را درمی‌آورد و بر روی سکو بر وزنه بوسه می‌زند، یعنی با دنیای حرفه‌ای خداحافظی کرده‌است، این تصمیم راحت نبود ولی با توجه به آسیب‌هایی که در زانو دارم و اینکه خیلی از -بابت- این مصدومیت‌ها اذیت می‌شدم، تصمیم نهایی را گرفتم.

## نتایج
| سال                 | مکان                        | وزن            | یک‌ضرب (کیلوگرم) | یک‌ضرب (کیلوگرم) | یک‌ضرب (کیلوگرم) | یک‌ضرب (کیلوگرم) | دوضرب (کیلوگرم) | دوضرب (کیلوگرم) | دوضرب (کیلوگرم) | دوضرب (کیلوگرم) | مجموع          | رتبه           |
| سال                 | مکان                        | وزن            | ۱               | ۲               | ۳               | رتبه            | ۱               | ۲               | ۳               | رتبه            | مجموع          | رتبه           |
| بازی‌های المپیک      | بازی‌های المپیک              | بازی‌های المپیک | بازی‌های المپیک  | بازی‌های المپیک  | بازی‌های المپیک  | بازی‌های المپیک  | بازی‌های المپیک  | بازی‌های المپیک  | بازی‌های المپیک  | بازی‌های المپیک  | بازی‌های المپیک | بازی‌های المپیک |
| ------------------- | --------------------------- | -------------- | --------------- | --------------- | --------------- | --------------- | --------------- | --------------- | --------------- | --------------- | -------------- | -------------- |
| ۲۰۱۲                | لندن، بریتانیا              | ۱۰۵+ کیلوگرم   | ۲۰۱             | ۲۰۵             | ۲۰۸             | 2               | ۲۴۷             | ۲۶۴             | ―               | 1               | ۴۵۵            | 1              |
| ۲۰۱۶                | ریو دو ژانیرو، برزیل        | ۱۰۵+ کیلوگرم   | ۲۰۶             | ۲۱۱             | ۲۱۶             | 1               | ۲۴۵             | ۲۴۵             | ۲۴۵             | ―               | ―              | ―              |
| قهرمانی جهان        |                             |                |                 |                 |                 |                 |                 |                 |                 |                 |                |                |
| ۲۰۱۰                | آنتالیا، ترکیه              | ۱۰۵+ کیلوگرم   | ۲۰۳             | ۲۰۸             | ۲۱۱             | 2               | ۲۴۱             | ۲۴۵             | ۲۴۷             | 2               | ۴۵۳            | 1              |
| ۲۰۱۱                | پاریس، فرانسه               | ۱۰۵+ کیلوگرم   | ۲۰۱             | ۲۰۹             | ۲۱۴             | 1               | ۲۴۱             | ۲۵۰             | ۲۶۰             | 1               | ۴۶۴            | 1              |
| ۲۰۱۴                | آلماتی، قزاقستان            | ۱۰۵+ کیلوگرم   | ۲۰۶             | ۲۱۱             | ۲۱۱             | 2               | ۲۴۶             | ۲۵۱             | ۲۵۷             | 3               | ۴۵۷            | 2              |
| ۲۰۱۷                | آناهیم، ایالات متحده آمریکا | ۱۰۵+ کیلوگرم   | ۲۰۵             | ۲۱۱             | ۲۱۶             | 2               | ۲۴۱             | ۲۴۲             | ۲۵۲             | ۵               | ۴۵۳            | 3              |
| بازی‌های آسیایی      |                             |                |                 |                 |                 |                 |                 |                 |                 |                 |                |                |
| ۲۰۱۰                | گوانگ‌ژو، جمهوری خلق چین     | ۱۰۵+ کیلوگرم   | ۲۰۱             | ۲۰۱             | ۲۰۵             | 1               | ۲۳۵             | ۲۴۱             | ۲۴۱             | 2               | ۴۴۰            | 1              |
| ۲۰۱۴                | اینچئون، کره جنوبی          | ۱۰۵+ کیلوگرم   | ۲۰۰             | ۲۱۰             | ۲۱۵             | 1               | ۲۴۱             | ۲۵۵             | ―               | 1               | ۴۶۵            | 1              |
| ۲۰۱۸                | جاکارتا، اندونزی            | ۱۰۵+ کیلوگرم   | ۲۰۰             | ۲۰۶             | ۲۰۸             | 2               | ۲۳۷             | ۲۴۶             | ۲۵۳             | 1               | ۴۶۱            | 1              |
| قهرمانی آسیا        |                             |                |                 |                 |                 |                 |                 |                 |                 |                 |                |                |
| ۲۰۰۹                | تالدی‌قورغان، قزاقستان       | +۱۰۵ کیلوگرم   | ۱۸۰             | ۱۹۰             | ۱۹۷             | 1               | ۲۲۰             | ۲۳۱             | ―               | 1               | ۴۲۱            | 1              |
| ۲۰۱۱                | تانگلینگ، جمهوری خلق چین    | +۱۰۵ کیلوگرم   | ۲۰۰             | ۲۰۵             | ۲۰۸             | 1               | ۲۴۱             | ۲۵۰             | ―               | 1               | ۴۵۸            | 1              |
| ۲۰۱۲                | پیونگتائک، کره جنوبی        | +۱۰۵ کیلوگرم   | ۱۹۶             | ۲۰۱             | ۲۰۶             | 1               | ۲۴۵             | ۲۶۰             | ۲۶۰             | 1               | ۴۵۱            | 1              |
| قهرمانی جوانان جهان |                             |                |                 |                 |                 |                 |                 |                 |                 |                 |                |                |
| ۲۰۰۸                | کالی، کلمبیا                | +۱۰۵ کیلوگرم   | ۱۸۱             | ۱۸۶             | ۱۹۰             | 2               | ۲۲۰             | ۲۲۶             | ۲۲۶             | 3               | ۴۰۶            | 3              |
| ۲۰۰۹                | بخارست، رومانی              | +۱۰۵ کیلوگرم   | ۱۸۱             | ۱۹۰             | ۱۹۵             | 1               | ۲۲۲             | ۲۲۸             | ۲۳۵             | 1               | ۴۲۳            | 1              |
| قهرمانی جوانان آسیا |                             |                |                 |                 |                 |                 |                 |                 |                 |                 |                |                |
| ۲۰۰۸                | جئونجو، کره جنوبی           | +۱۰۵ کیلوگرم   | ۱۸۵             |                 |                 | 2               | ۲۲۲             |                 |                 | 2               | ۴۰۷            | 2              |